# 梅索亞哈河
梅索亞哈河是俄羅斯的河流，由亞馬爾-涅涅茨自治區負責管轄，河道全長466公里，流域面積26,000平方公里，河水主要來自融雪，最終注入卡拉海，每年十月至翌年六月結冰。